# Osini
Osini est une commune italienne de la province de Nuoro dans la région Sardaigne en Italie.

## Géographie
La ville est construite sur un terrain sujet à des glissements de terrain en cas de fortes pluies. 

Le village est surplombé par du schiste pénéplané dont une partie altérée est de l'argile).  

La profondeur importante de la vallée s'explique par le fait que le rio pardu a été coupé en aval par un petit ruisseau qui lui a ouvert une route plus directe vers la mer. Son débit a alors été plus important car la pente était plus forte sur une plus petite distance. Cela a augmenté la cinétique de l'eau et par la même occasion l'érosion.

## Histoire
Après des glissements de terrain, les habitants du vieux Osini ont été logés à environ un kilomètre.

## Administration
| Période                                  | Période | Identité | Étiquette | Qualité |
| ---------------------------------------- | ------- | -------- | --------- | ------- |
|                                          |         |          |           |         |
| Les données manquantes sont à compléter. |         |          |           |         |

### Communes limitrophes
Cardedu, Gairo, Jerzu, Lanusei, Loceri, Tertenia, Ulassai,  Ussassai